# Kecamatan Perwakilan Way Tenong
Kecamatan Perwakilan Way Tenong är ett distrikt i Indonesien.   Det ligger i provinsen Lampung, i den västra delen av landet, 300 km väster om huvudstaden Jakarta.